# Necydalis moriyai
Necydalis moriyai är en skalbaggsart som beskrevs av Keiichi Kusama 1970. Necydalis moriyai ingår i släktet stekelbockar, och familjen långhorningar. Inga underarter finns listade i Catalogue of Life.